# Gioacchino Egon di Fürstenberg-Weitra
Gioacchino Egon di Fürstenberg-Weitra (Ludwigsburg, 22 dicembre 1749 – Vienna, 26 gennaio 1828) è stato un nobile e cortigiano tedesco.

## Biografia

### Gioventù
Il langravio Gioacchino Egon nacque a Ludwigsburg nel 1749, secondogenito di Ludwig August Egon (1705-1759) e della contessa Maria Anna Josepha Fugger zu Kirchberg (1719-1784).
Fu cresciuto sotto la tutela della madre e del conte Leopold Christoph von Schallenberg. Frequentò la Savoyischen Akademie di Vienna, impegnandosi in particolare negli studi legali.
Si trasferì poi a Wetzlar per lavorare al Tribunale della Camera imperiale, tornando a Vienna dopo essersi sposato con Sophia zu Oettingen-Wallerstein (1751-1835), celebrando il matrimonio il 18 agosto 1772 a Wallerstein.

### Carriera
Fu il ciambellano di Massimiliano d'Asburgo-Lorena dal 1776 e dell'imperatore Giuseppe II dal 1781. Nel 1790 viaggiò verso Francoforte sul Meno al seguito di Leopoldo II per celebrare la sua incoronazione, e si recò a Londra per comunicare alla corte reale inglese la riuscita della cerimonia.
Venne nominato vice dell'Oberküchenmeister nel 1792, carica a cui accedette nel 1794 in successione al conte Johann Joseph von Saint-Julien, ottenendo anche l'incarico di consigliere privato imperiale.
Dal 1796 al 1797 fu Obersthofmeister delle due figlie minori dell'imperatore, le sorelle Maria Clementina e Maria Amalia. Nel ruolo di commissario imperiale e in vista del suo matrimonio con il principe ereditario Francesco di Borbone-Due Sicilie, accompagnò Maria Clementina a Trieste, dove avvenne il passaggio di consegne con il duca di Gravina.
Nel 1804 morì il genero Carlo Gioacchino e divenne il tutore del suo erede Carlo Egon. Dal 1805 al 1807 fu Landmarschäll della Bassa Austria.

### Ultimi anni
Fu incaricato di accompagnare a Culm l'arciduchessa Maria Carolina Ferdinanda nel 1819, in occasione delle sue nozze imminenti.
Nel 1826 ricevette la nomina di Obersthofmarschall e nel 1827 di Obersthofmeister.
Morì a Vienna nel 1828.

## Discendenza
Gioacchino Egon di Fürstenberg-Weitra e Sophia zu Oettingen-Wallerstein ebbero tre figli e cinque figlie:
- Federico Carlo Giovanni (1774-1856), padre del cardinale Friedrich von Fürstenberg;
- Filippo Carlo Egon (1775-1807);
- Giuseppa (1776-1848), con il marito Giovanni I Giuseppe del Liechtenstein (1760-1836) ebbe quattordici figli;
- Carolina Sofia (1777-1846), sposò Carlo Gioacchino di Fürstenberg (1777-1804);
- Eleonora Sofia (1779-1749), canonichessa a Vienna;[4]
- Maria Sofia Teresa Valpurga (1781-1800);
- Francesco Ludovico Egon (1783-1800);
- Elisabetta Maria Filippina (1784-1865), con il marito Johann von und zu Trauttmansdorff-Weinsberg (1780-1834) ebbe quattro figli.[5]